# Complexum pobeguini
Complexum pobeguini is een zacht koraal uit de familie Alcyoniidae. De wetenschappelijke naam van de soort werd in 1955 gepubliceerd door Tixier-Durivault. 